# En gira
En gira es el primer disco de Emmanuel en vivo. Fue grabado en El Poliedro de Caracas, Venezuela. La versión CD contiene 11 cortes, mientras que en la versión LP quedó excluida “Pobre diablo”. 
El repertorio hace un recorrido desde 1980 hasta 1990, conteniendo al menos una canción de cada uno de los ocho discos lanzados en ese periodo. Por consiguiente, no incluye versiones de ningún tema de sus tres primeros discos, ni tampoco del que en ese momento era su más reciente álbum, Ese soy yo (1992). El corte más sonado fue “Potpurri”, de más de diez minutos de duración, cuyo repertorio de siete temas ya era más o menos conocido por sus fanes, pues en los últimos años solía incluirlo en sus conciertos.

## Lista de canciones
1. La chica de humo
2. Tengo
3. Hay que arrimar el alma
4. Detenedla ya
5. Pobre diablo
6. Megamix (No he podido verte/ Bella señora/ Jarro pichao)
7. Quiero dormir cansado
8. Solo
9. La última luna
10. Popurrí (Con olor a hierba/ El día que puedas/ Tengo mucho que aprender de ti/ Todo se derrumbó dentro de mí/ Insoportablemente bella/ Tú y yo/ Si ese tiempo pudiera volver)
11. Toda la vida

- Datos: Q5831888